# Glucosurie
Glucosurie, ook wel glycosurie genoemd, is de aanwezigheid van glucose  in de urine. Glucose is een voor het lichaam waardevolle brandstof en komt normaal niet in de urine voor. De belangrijkste uitzonderingen treden op bij diabetes mellitus en bij zwangerschapsdiabetes

## Suikerziekte
Bij diabetes mellitus (suikerziekte) zit er meer glucose in het bloed. Hierdoor komt er meer glucose in de voorurine. Er is een maximale hoeveelheid glucose die uit de voorurine gehaald kan worden. Dit wordt de nierdrempel genoemd. Deze varieert bij gezonde mensen tussen 160 en 200 milligram glucose per deciliter bloed. Wordt deze concentratie overschreden dan blijft er glucose achter in de urine.

## Transportstoring
Als er een gestoorde functie is van de suikertransportmechanismen in het nefron, dan kan glucosurie ontstaan zonder de aan suikerziekte gepaarde hoge glucoseconcentratie in het bloed (renale glucosurie). Deze verstoorde functie van transport kan te wijten zijn aan een mutatie in de natrium-glucose cotransporter SGLT2.

## Progestagenen
Progestagenen zorgen voor een hogere concentratie aan groeihormoon. Groeihormoon zorgt voor een insuline-ongevoeligheid, waardoor makkelijker een hogere bloedglucoseconcentratie ontstaat. Hierdoor stijgt continu de insulineproductie en -concentratie in het bloed. Een effect blijft echter uit. Als hierdoor een uitputting ontstaat van de β-cellen van de alvleesklier dan treedt glucosurie op.